# Poqomams
Els poqomams són un poble maia que parla el poqomam, una de les llengües maies que es parlen a Guatemala. Estan estretament relacionats amb els poqomchi's. Actualment els poqomams es troben a Chinautla (departament de Guatemala), Palin (Escuintla), i a San Luis Jilotepeque (Jalapa). Abans de la conquesta espanyola, els poqomams tenien llur capital a Chinautla Viejo.